# 1681년 잉글랜드 총선
1680년, 서민원에서 왕위배제법안이 통과되자 찰스 2세는 의회를 해산시켰다. 그러나 1681년 새로 구성된 의회에서 또 한번 왕위배제법안이 제출되자, 찰스 2세는 또다시 의회를 해산시킨다.

## 선거 결과
| 정당     | 의석 수 |
| -------- | ------- |
| 청원자당 | 309석   |
| 기탄자당 | 193석   |
| 합계     | 502석   |